# Anthurium rupicola
Anthurium rupicola är en kallaväxtart som beskrevs av Thomas Bernard Croat. Anthurium rupicola ingår i släktet Anthurium och familjen kallaväxter. Inga underarter finns listade.